# شهرستان المقاطره
ناحیهٔ المقاطرة (به عربی: مدیریة المقاطرة) یک ناحیه در یمن است که در استان لحج واقع شده‌است.

## خصوصیات
ناحیهٔ المقاطرة ۵۴٬۶۱۳ نفر جمعیت دارد.